# The kittycat swinger's club
the kittycat swinger's club（ザ・キティキャット・スウィンガーズ・クラブ）は、2008年に結成された日本のロックバンド。